# Toofaan Harirod Football Club
El Toofaan Harirod FC es un club de fútbol de Herat. Milita en la Liga Premier de Afganistán, la liga más importante de Afganistán.

## Historia
El Toofaan Harirod popularmente conocido con el apodo de Tormenta Harirod es una institución deportiva afgana, principalmente futbolística, representante de la provincia occidental de Hamet y los distritos vecinos. Fue fundado el 1 de agosto de 2012, junto con la liga en la que participa. El club posee jugadores seleccionados a través del casting Campo verde show afgano que se emitió por televisión en su país de origen.
Toofaan Harirod ganó la primera temporada de la Liga Premier afgana superando al equipo Simorgh Alborz FC por 2-1 en la final; después de que superó a De Spin Ghar Bazan FC por un margen de 10-0 en las semifinales.
| Año  | Posición | Partidos | Ganados | Perdidos | Empatados | Goles a favor | Goles en contra | Diferencia | PTS. |
| ---- | -------- | -------- | ------- | -------- | --------- | ------------- | --------------- | ---------- | ---- |
| 2016 | 3        | 1        | 2       | 1        | 0         | 4             | 1               | 4          | 6    |
| 2015 | 3        | 1        | 1       | 1        | 1         | 5             | 7               | -2         | 4    |
| 2014 | 3        | 1        | 1       | 1        | 1         | 4             | 4               | 0          | 4    |
| 2013 | 1        | 2        | 0       | 0        | 0         | 11            | 3               | 8          | 6    |
| 2012 | 1        | 3        | 0       | 0        | 0         | 12            | 1               | 11         | 9    |

## Equipo 2015
- Datos: Q1277543